# Teatro de Camberra
El teatro de Camberra   (en inglés: Canberra Theatre) es el primer y único centro de artes escénicas del Territorio de la Capital Australiana, además del primer centro de este tipo que inició el Gobierno australiano, inaugurándose  el jueves 24 de junio de 1965 con una función de gala del Ballet de Australia.
El Centro está ubicado en el corazón de la ciudad de Camberra, junto a la Asamblea Legislativa del territorio de la capital australiana, uno de los vértices del triángulo parlamentario.
Originalmente, el complejo era de dos edificios separados: el teatro de Camberra y la Playhouse, que fueron unidos por una pasarela cubierta.